# Türkiye 1. Basketbol Ligi 2013-2014
La Türkiye 1. Basketbol Ligi 2013-2014, chiamata per ragioni di sponsorizzazione Beko Basketbol Ligi,  fu la 48ª edizione del massimo campionato turco di pallacanestro maschile. Il titolo andò al Fenerbahçe Ülker Istanbul che vinse, grazie al clamoroso forfait dei detentori del Galatasaray Liv Hospital Istanbul nell'ultima e decisiva gara-7, per la 6ª volta il titolo di campione di Turchia.

## Regolamento
Le 16 squadre partecipanti disputeranno un girone unico all'italiana, con partite d'andata e ritorno. Al termine della stagione regolare, le prime otto classificate saranno ammesse ai play-off per il titolo. Sono previste due retrocessioni in TB2L.
Le due squadre retrocesse al termine della Regular Season 2012-2013, ovvero Hacettepe Üniv. Ankara e Antalya BB, sono state rimpiazzate dalle neopromosse Uşak Sportif e Trabzonspor. Il fallimento dell'Erdemirspor Zonguldak ha portato al ripescaggio dalla TB2L del Torku Selçuk Üniv. Konya.

## Regular season
|  |     | Classifica stagione regolare 2013-2014 | PT | G  | V  | P  | PF   | PS   | Dif  |
|  | --- | -------------------------------------- | -- | -- | -- | -- | ---- | ---- | ---- |
|  | 1.  | Banvit Bandırma                        | 58 | 30 | 28 | 2  | 2472 | 2100 | +372 |
|  | 2.  | Fenerbahçe Ülker Istanbul              | 54 | 30 | 24 | 6  | 2476 | 2096 | +380 |
|  | 3.  | Anadolu Efes Istanbul                  | 52 | 30 | 22 | 8  | 2296 | 2132 | +164 |
|  | 4.  | Galatasaray Liv Hospital Istanbul      | 50 | 30 | 20 | 10 | 2372 | 2195 | +177 |
|  | 5.  | Beşiktaş Integral Forex Istanbul       | 49 | 30 | 19 | 11 | 2359 | 2192 | +167 |
|  | 6.  | Pınar Karşıyaka Smirne                 | 47 | 30 | 17 | 13 | 2397 | 2282 | +115 |
|  | 7.  | Uşak Sportif                           | 46 | 30 | 16 | 14 | 2312 | 2335 | -23  |
|  | 8.  | Tofaş Bursa                            | 46 | 30 | 16 | 14 | 2423 | 2386 | +37  |
|  | 9.  | Trabzonspor Medical Park               | 43 | 30 | 13 | 17 | 2415 | 2369 | +46  |
|  | 10. | Royal Halı Gaziantep                   | 43 | 30 | 13 | 17 | 2268 | 2216 | +52  |
|  | 11. | TÜRK Telekom Ankara                    | 42 | 30 | 12 | 18 | 2247 | 2292 | -45  |
|  | 12. | Ajkon TED Ankara Kolejliler            | 42 | 30 | 12 | 18 | 2294 | 2392 | -98  |
|  | 13. | Torku Selçuk Üniv. Konya               | 40 | 30 | 10 | 20 | 2276 | 2481 | -205 |
|  | 14. | Olin Edirne                            | 38 | 30 | 8  | 22 | 2350 | 2768 | -418 |
|  | 15. | Mersin BSB                             | 37 | 30 | 7  | 23 | 2252 | 2496 | -244 |
|  | 16. | Aliağa Petkim Smirne                   | 33 | 30 | 3  | 27 | 2107 | 2584 | -477 |

## Play-off

### Tabellone
|  | Quarti di finale | Quarti di finale | Quarti di finale |            |              | Semifinali      | Semifinali | Semifinali |  |  | Finali | Finali      | Finali |
|  |                  |                  |                  |            |              |                 |            |            |  |  |        |             |        |
|  | 1                | Bandırma Banvit  | 2                |            |              |                 |            |            |  |  |        |             |        |
|  | 8                | Tofaş Bursa      | 0                |            |              |                 |            |            |  |  |        |             |        |
|  | 8                | Tofaş Bursa      | 0                |            | 1            | Bandırma Banvit | 1          |            |  |  |        |             |        |
|  |                  |                  |                  |            | 1            | Bandırma Banvit | 1          |            |  |  |        |             |        |
|  |                  | 4                | Galatasaray      | 3          |              |                 |            |            |  |  |        |             |        |
|  | 4                | 4                | Galatasaray      | 3          | Galatasaray  | 2               |            |            |  |  |        |             |        |
|  | 4                |                  |                  |            | Galatasaray  | 2               |            |            |  |  |        |             |        |
|  | 5                | Beşiktaş         | 1                |            |              |                 |            |            |  |  |        |             |        |
|  |                  |                  |                  |            |              |                 |            |            |  |  | 4      | Galatasaray | 3      |
|  |                  |                  | 2                | Fenerbahçe | 4            |                 |            |            |  |  |        |             |        |
|  | 2                | Fenerbahçe       | 2                |            |              |                 |            |            |  |  |        |             |        |
|  | 7                | Uşak Sportif     | 0                |            |              |                 |            |            |  |  |        |             |        |
|  | 7                | Uşak Sportif     | 0                |            | 2            | Fenerbahçe      | 3          |            |  |  |        |             |        |
|  |                  |                  |                  |            | 2            | Fenerbahçe      | 3          |            |  |  |        |             |        |
|  |                  | 6                | Karşıyaka        | 0          |              |                 |            |            |  |  |        |             |        |
|  | 3                | 6                | Karşıyaka        | 0          | Anadolu Efes | 1               |            |            |  |  |        |             |        |
|  | 3                |                  |                  |            | Anadolu Efes | 1               |            |            |  |  |        |             |        |
|  | 6                | Karşıyaka        | 2                |            |              |                 |            |            |  |  |        |             |        |

### Quarti di finale
| Squadra 1                         | Totale | Squadra 2                        | Gara 1 | Gara 2 | Gara 3 |
| --------------------------------- | ------ | -------------------------------- | ------ | ------ | ------ |
| Banvit Bandırma                   | 2 - 0  | Tofaş Bursa                      | 82-78  | 78-77  |        |
| Galatasaray Liv Hospital Istanbul | 2 - 1  | Beşiktaş Integral Forex Istanbul | 70-72  | 66-64  | 78-65  |
| Fenerbahçe Ülker Istanbul         | 2 - 0  | Uşak Sportif                     | 87-75  | 100-62 |        |
| Anadolu Efes Istanbul             | 1 - 2  | Pınar Karşıyaka Smirne           | 96-90  | 64-65  | 67-73  |

### Semifinali
| Squadra 1                 | Totale | Squadra 2                         | Gara 1 | Gara 2 | Gara 3 | Gara 4 | Gara 5 |
| ------------------------- | ------ | --------------------------------- | ------ | ------ | ------ | ------ | ------ |
| Banvit Bandırma           | 1 - 3  | Galatasaray Liv Hospital Istanbul | 57-67  | 69-67  | 71-76  | 66-73  |        |
| Fenerbahçe Ülker Istanbul | 3 - 0  | Pınar Karşıyaka Smirne            | 88-69  | 94-83  | 74-67  |        |        |

### Finale
| Squadra 1                 | Totale | Squadra 2                         | Gara 1 | Gara 2 | Gara 3 | Gara 4 | Gara 5 | Gara 6 | Gara 7 |
| ------------------------- | ------ | --------------------------------- | ------ | ------ | ------ | ------ | ------ | ------ | ------ |
| Fenerbahçe Ülker Istanbul | 4 - 3  | Galatasaray Liv Hospital Istanbul | 89-70  | 74-73  | 64-73  | 82-88  | 76-63  | 77-85  | 20-0   |

| Türkiye 1. Basketbol Ligi 2013-2014 |
| ----------------------------------- |
| Fenerbahçe Ülker 6º titolo          |

## Squadra vincitrice
| N° | Naz.                          | Ruolo | Sportivo         |  | Alt. |  |
| -- | ----------------------------- | ----- | ---------------- |  | ---- |  |
| 4  | Macedonia del Nord (bandiera) | P     | Bo McCalebb      |  | 183  |  |
| 7  | Turchia (bandiera)            | G     | Ömer Onan        |  | 194  |  |
| 8  | Serbia (bandiera)             | AG    | Nemanja Bjelica  |  | 209  |  |
| 10 | Turchia (bandiera)            | G     | Melih Mahmutoğlu |  | 191  |  |
| 11 | Lituania (bandiera)           | AP    | Linas Kleiza     |  | 203  |  |
| 12 | Turchia (bandiera)            | AG    | İzzet Türkyılmaz |  | 216  |  |
| 13 | Slovenia (bandiera)           | AC    | Gašper Vidmar    |  | 208  |  |
| 17 | Turchia (bandiera)            | AC    | Ayberk Olmaz     |  | 210  |  |
| 18 | Montenegro (bandiera)         | C     | Blagota Sekulić  |  | 209  |  |
| 21 | Turchia (bandiera)            | C     | Oğuz Savaş       |  | 208  |  |
| 22 | Croazia (bandiera)            | C     | Luka Žorić       |  | 210  |  |
| 23 | Turchia (bandiera)            | P     | Berk Uğurlu      |  | 192  |  |
| 25 | Turchia (bandiera)            | G     | Kenan Sipahi     |  | 197  |  |
| 33 | Turchia (bandiera)            | AP    | Metecan Birsen   |  | 206  |  |
| 41 | Turchia (bandiera)            | AC    | İlkan Karaman    |  | 206  |  |
| 44 | Croazia (bandiera)            | AP    | Bojan Bogdanović |  | 202  |  |
| 55 | Turchia (bandiera)            | AP    | Emir Preldžič    |  | 206  |  |
|    | Serbia (bandiera)             | All.  | Željko Obradović |  |      |  |

## Premi e riconoscimenti
- MVP finali: non assegnato